# Xylota crispichaeta
Xylota crispichaeta är en tvåvingeart som först beskrevs av He och Chu 1992.  Xylota crispichaeta ingår i släktet vedblomflugor, och familjen blomflugor. Inga underarter finns listade i Catalogue of Life.